# Radio Solidarité
Radio Solidarité est une radio privée (dite « libre ») de droite, créée en septembre 1981 par Bernadette d'Angevilliers, Philippe Malaud et Yannick Urrien, sous la première présidence de François Mitterrand sur 89,5.

## Création
Philippe Malaud a initialement aidé à sa création la rentrée 1981,.
Yannick Urrien également après avoir créé "Radio voltage",, créée peu avant en parallèle, en 1982.
Elle a été supprimée pour partie en été 1983 puis définitivement 7 ans après la décision du conseil d'état en 1989.
Elle est « remplacée » en 1987 par Radio Courtoisie, qui adopte une ligne plus droitière que celle originale de Radio Solidarité,,,.

## Pour en savoir plus

### Ouvrage
De Michel Chamard et Christian Durante, La dernière donne du Président, Fiction, 1985.